# Loison (Meuse)
Loison ist eine französische Gemeinde mit 117 Einwohnern (Stand: 1. Januar 2022) im Département Meuse in der Region Grand Est (vor 2016: Lothringen). Die Gemeinde gehört zum Arrondissement Verdun und zum Kanton Bouligny.

## Geographie
Loison liegt etwa 30 Kilometer nordöstlich von Verdun. Umgeben wird Loison mit den Nachbargemeinden Billy-sous-Mangiennes im Westen und Norden, Muzeray im Nordosten, Vaudoncourt im Nordosten und Osten, Senon im Südosten und Süden, Gincrey im Süden und Südwesten sowie Gremilly im Südwesten.

## Geschichte
Der Ort wird erstmals im Jahr 973 unter dem Namen „Loscium“ erwähnt.

## Bevölkerungsentwicklung
| Jahr                       | 1962 | 1968 | 1975 | 1982 | 1990 | 1999 | 2006 | 2011 | 2019 |
| Einwohner                  | 145  | 125  | 107  | 92   | 85   | 80   | 100  | 102  | 120  |
| Quellen: Cassini und INSEE |      |      |      |      |      |      |      |      |      |

## Sehenswürdigkeiten
- Kirche Saint-Laurent aus dem 16. Jahrhundert

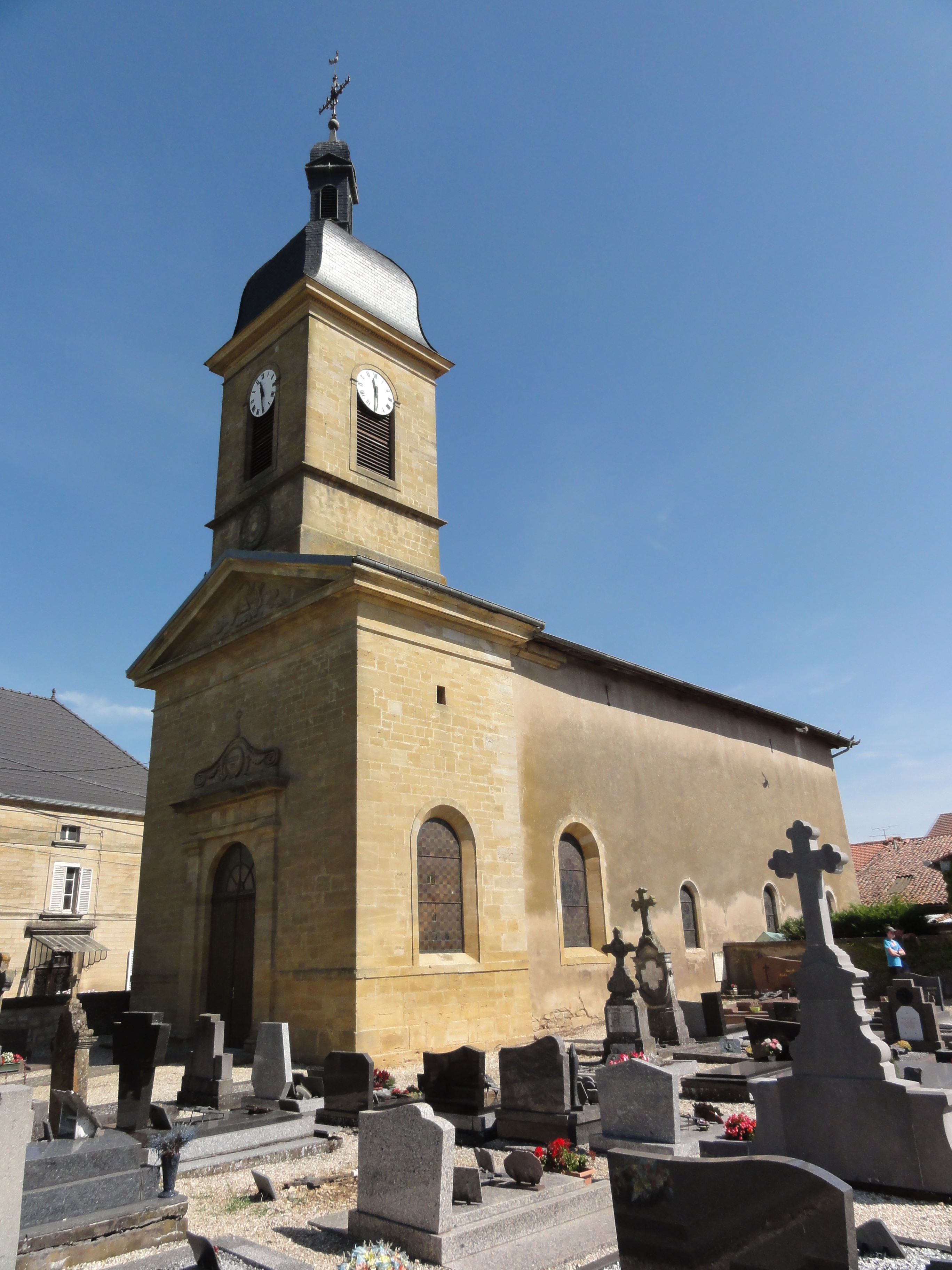
Kirche Saint-Laurent

- Wegekreuz

## Persönlichkeiten
- Charles Humbert (1866–1927), Politiker